# The Dark Side of the Moon (film)
The Dark Side of the Moon este un film SF american direct-pe-DVD din 1990 regizat de D.J. Webster după un scenariu scris de frații Chad și Carey Hayes. În rolurile principale joacă actorii Robert Sampson, Will Bledsoe și Joe Turkel.

## Prezentare
În viitorul apropriat (în anul 2022), o navă spațială de reparații se află pe o orbită în jurul Pământului pentru a menține la parametri tehnici de funcționare sateliții artificiali înarmați cu bombe nucleare. Dintr-odată vehiculul suferă o misterioasă și inexplicabilă cădere de tensiune și nu se mai poate conta pe serviciile sale. Echipajul rămâne blocat pe partea întunecată a Lunii, în timp ce li se consumă rapid combustibilul și oxigenul. Ei sunt surprinși sa descopere o navetă spațială a NASA plutind în spațiu și se duc la bordul acesteia în speranța de a găsi orice fel de provizii. Unul câte unul, echipajul este posedat și ucis. Paxton Warner (Joe Turkel) este cel care descoperă legătura dintre partea întunecată a Lunii, Triunghiul Bermudelor și diavolul însuși.

## Actori
- Robert Sampson...Flynn Harding
- Will Bledsoe...Giles Stewart
- Joe Turkel...Paxton Warner
- Camilla More...Lesli
- John Diehl...Philip Jennings
- Wendy MacDonald...Alex McInny
- Alan Blumenfeld...Dreyfus Steiner

## Lansare
Filmul a fost lansat pe casetă video (VHS) de către Vidmark Entertainment la 30 mai 1990. 